# Stand
Stand – wieś w Anglii, w hrabstwie Wielki Manchester. Leży 11 km na północny zachód od centrum miasta Manchester.